# Carlos Eduardo Lino
Carlos Eduardo Lino (Florianópolis, 7 de outubro de 1965) é um jornalista, apresentador e comentarista esportivo brasileiro.
Atualmente, trabalha no SporTV.

## Vida pessoal
É casado com a jornalista Márcia Manfro, ex-apresentadora do Jornal do Almoço da RBS TV Florianópolis, e pai do jurista Gabriel Manfro Lino.
É filho do narrador Murilo José, morto em setembro de 1989, e irmão do também narrador esportivo André Lino.

## Carreira
Iniciou a sua carreira em sua cidade natal, nas rádios Cultura, Guarujá e CBN Diário e nos jornais O Estado e A Notícia, este último do município de Joinville. Na TV, atuou por diversas emissoras: RBS, TVCOM, Cultura, Barriga Verde e Rede SC.
Iniciou no SporTV e Premiere FC nas transmissões das partidas dos clubes catarinenses.
Em 2008, passou a atuar em rede nacional como comentarista e apresentador de programas do canal, dentre eles o Arena SporTV e do SporTV Repórter.
Em agosto de 2011, assumiu a bancada do SporTV News, noticiário de fim de noite do canal, ficando durante dois anos, quando voltou a ser comentarista.